# Les Orres
Les Orres är en kommun i departementet Hautes-Alpes i regionen Provence-Alpes-Côte d'Azur i sydöstra Frankrike. Kommunen ligger  i kantonen Embrun som ligger i arrondissementet Gap. År 2022 hade Les Orres 510 invånare.

## Befolkningsutveckling
Antalet invånare i kommunen Les Orres
Referens:INSEE

## Galleri

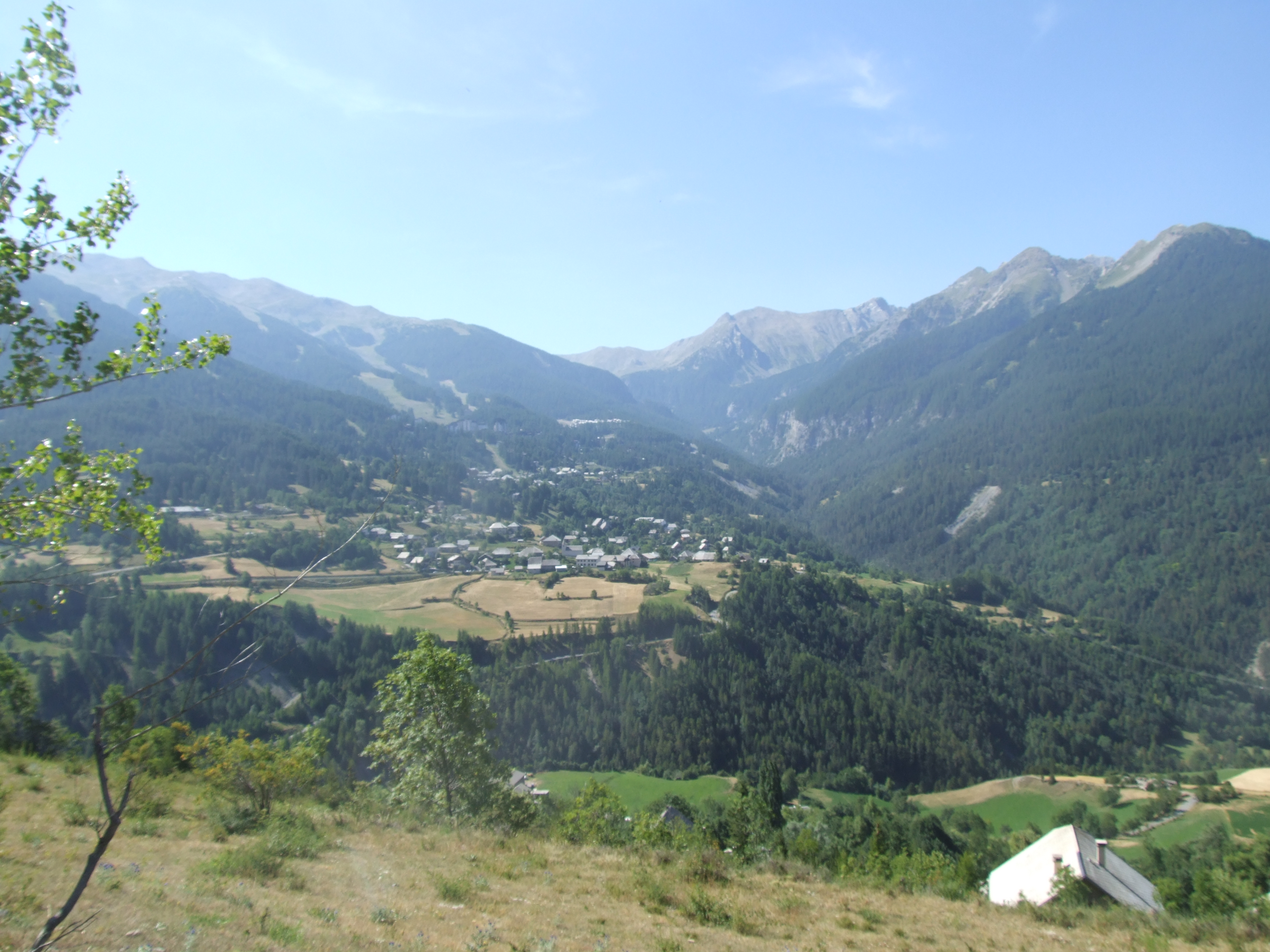
Dalen Orres
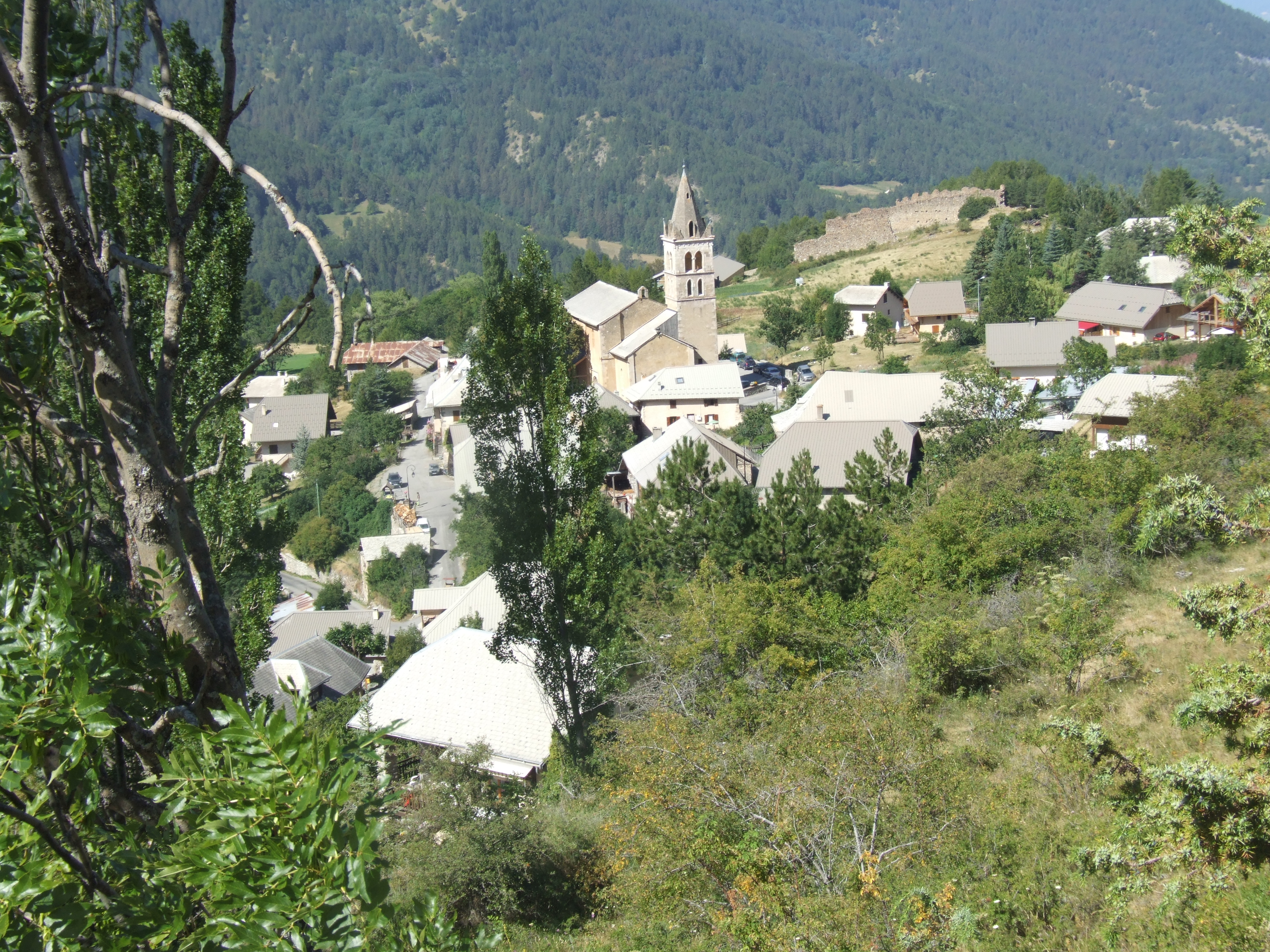
Centralorten (chef lieu)
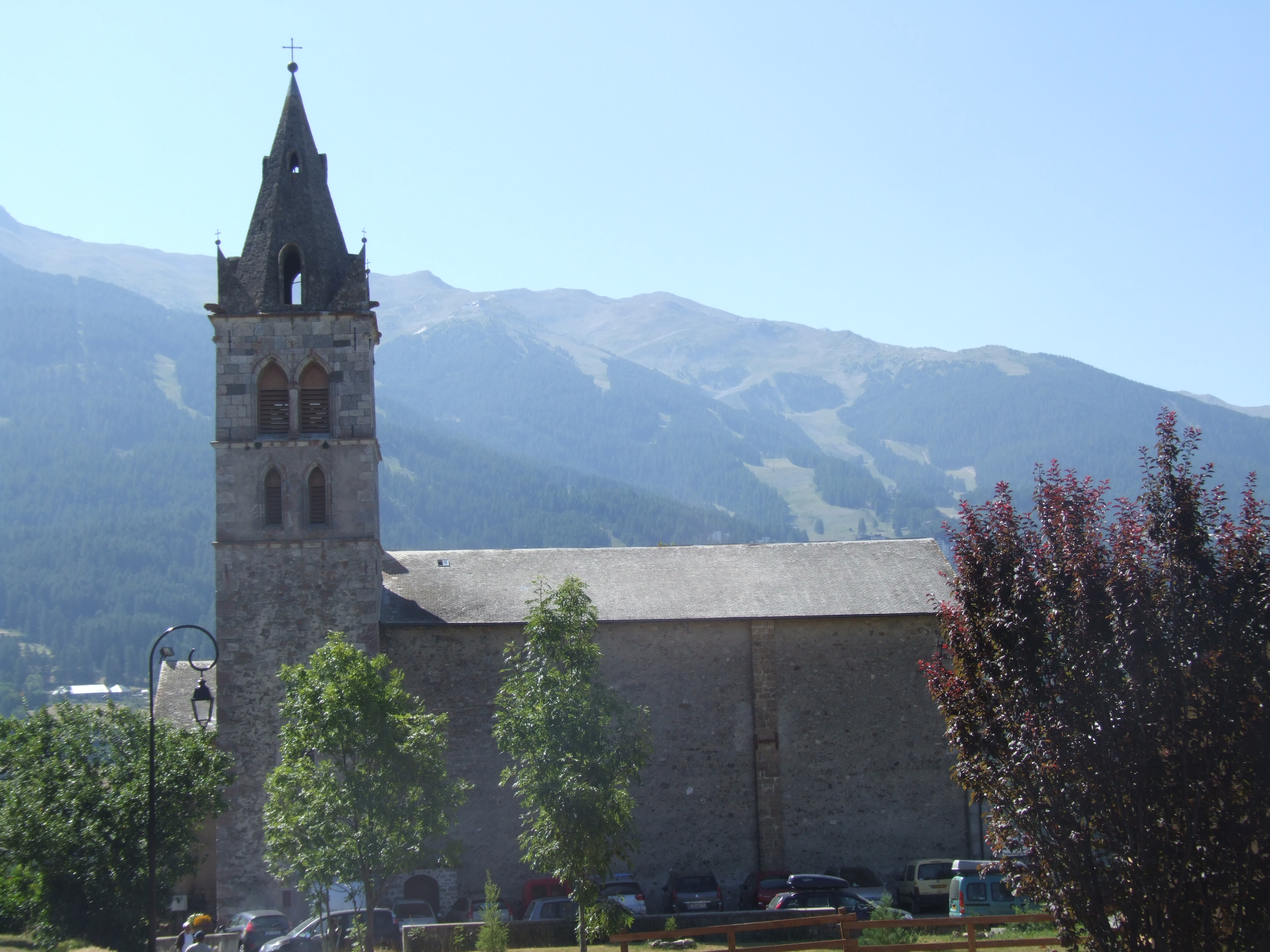
L'église Sainte-Madeleine
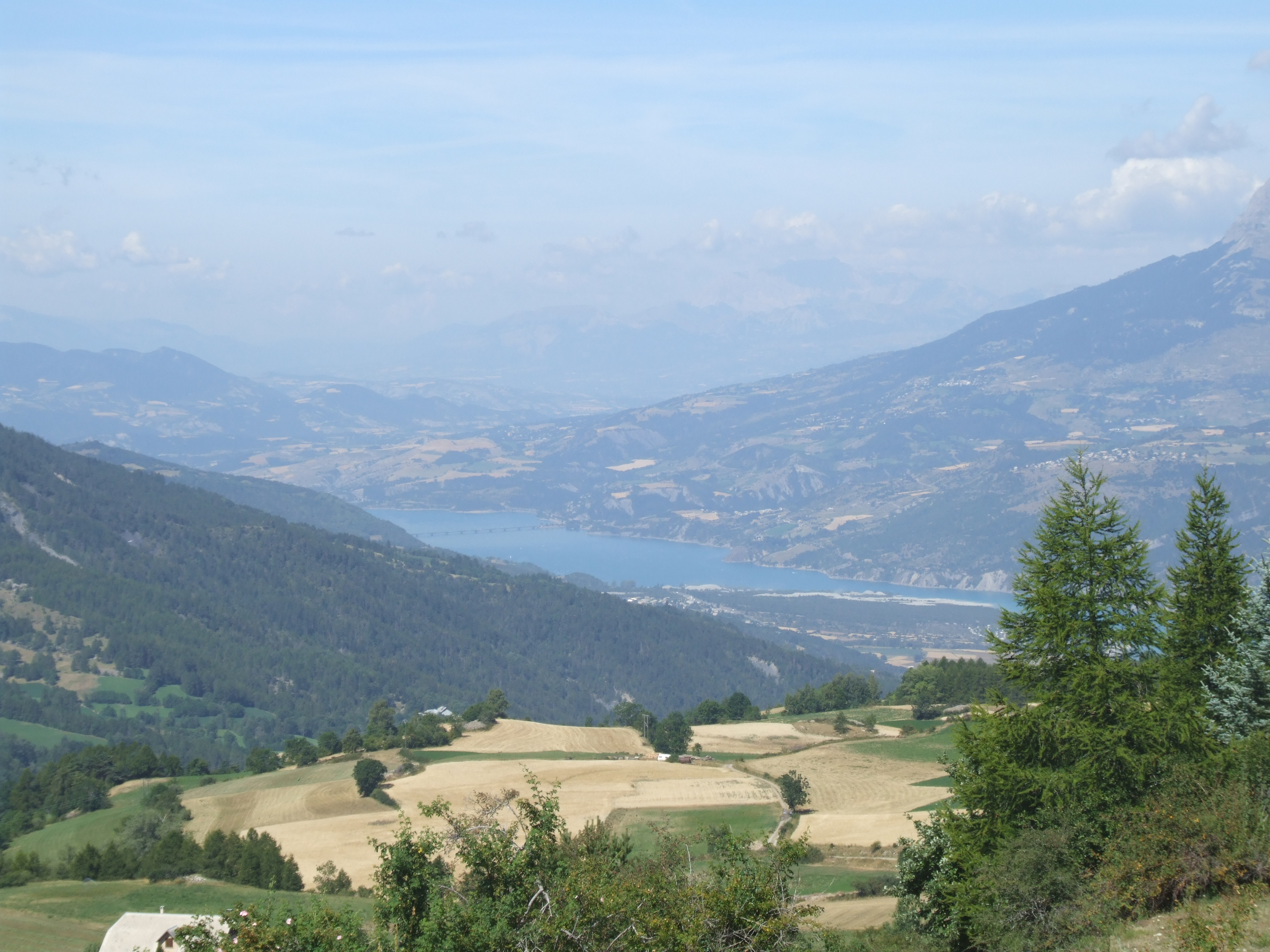
Sjön Serre-Ponçon
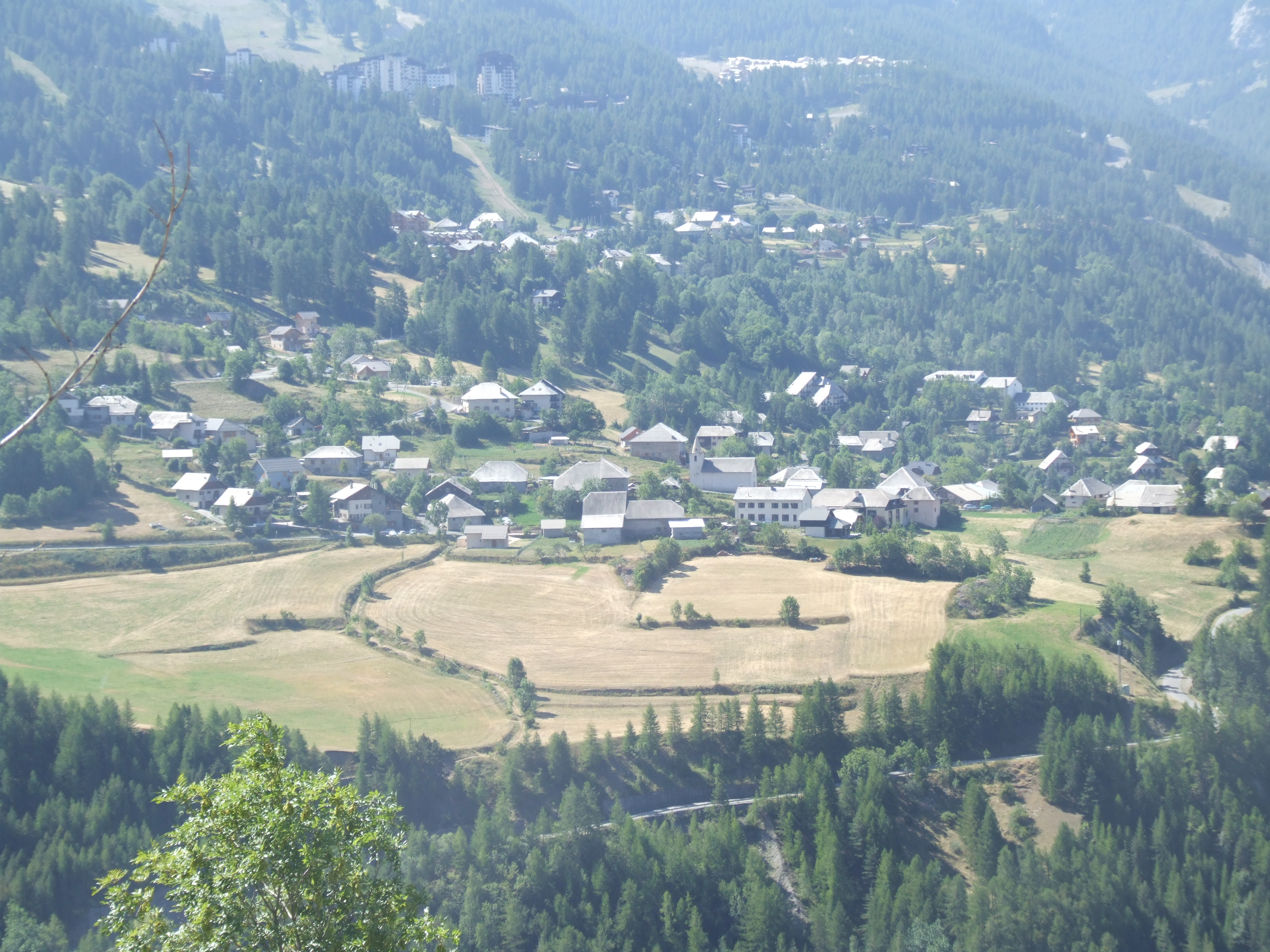
Byn Mélezet
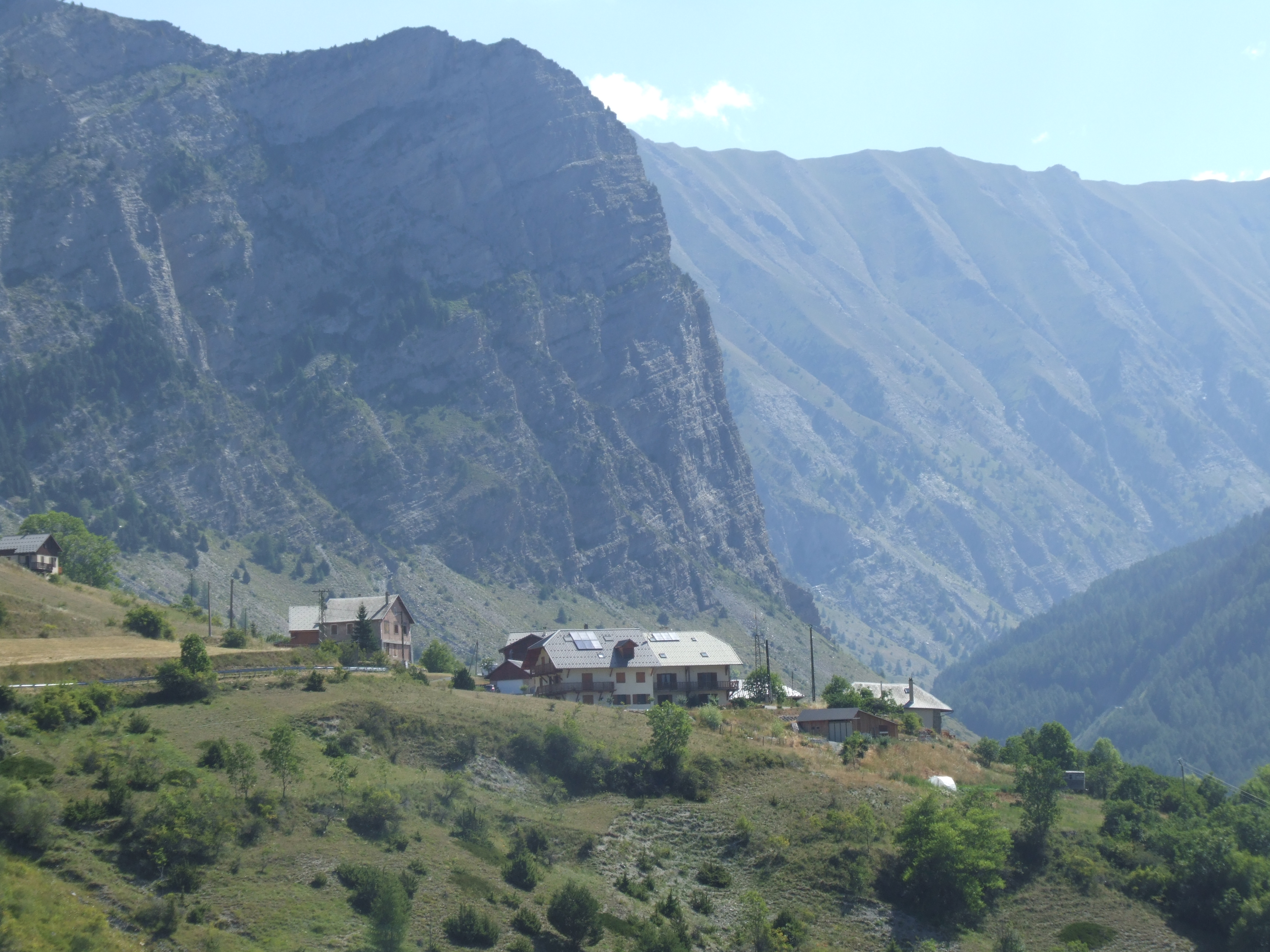
Byn Haut Forest
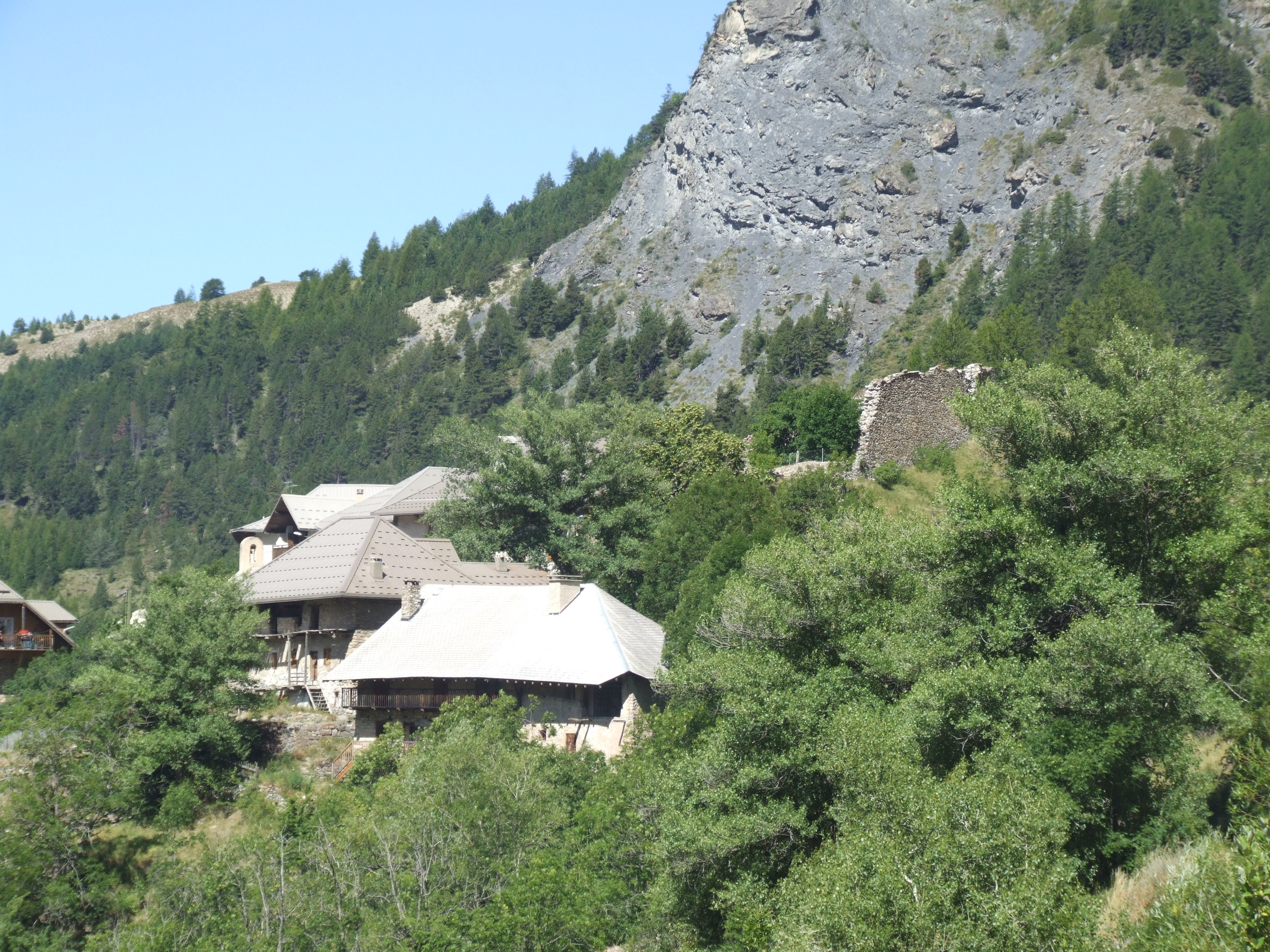
Byn Château
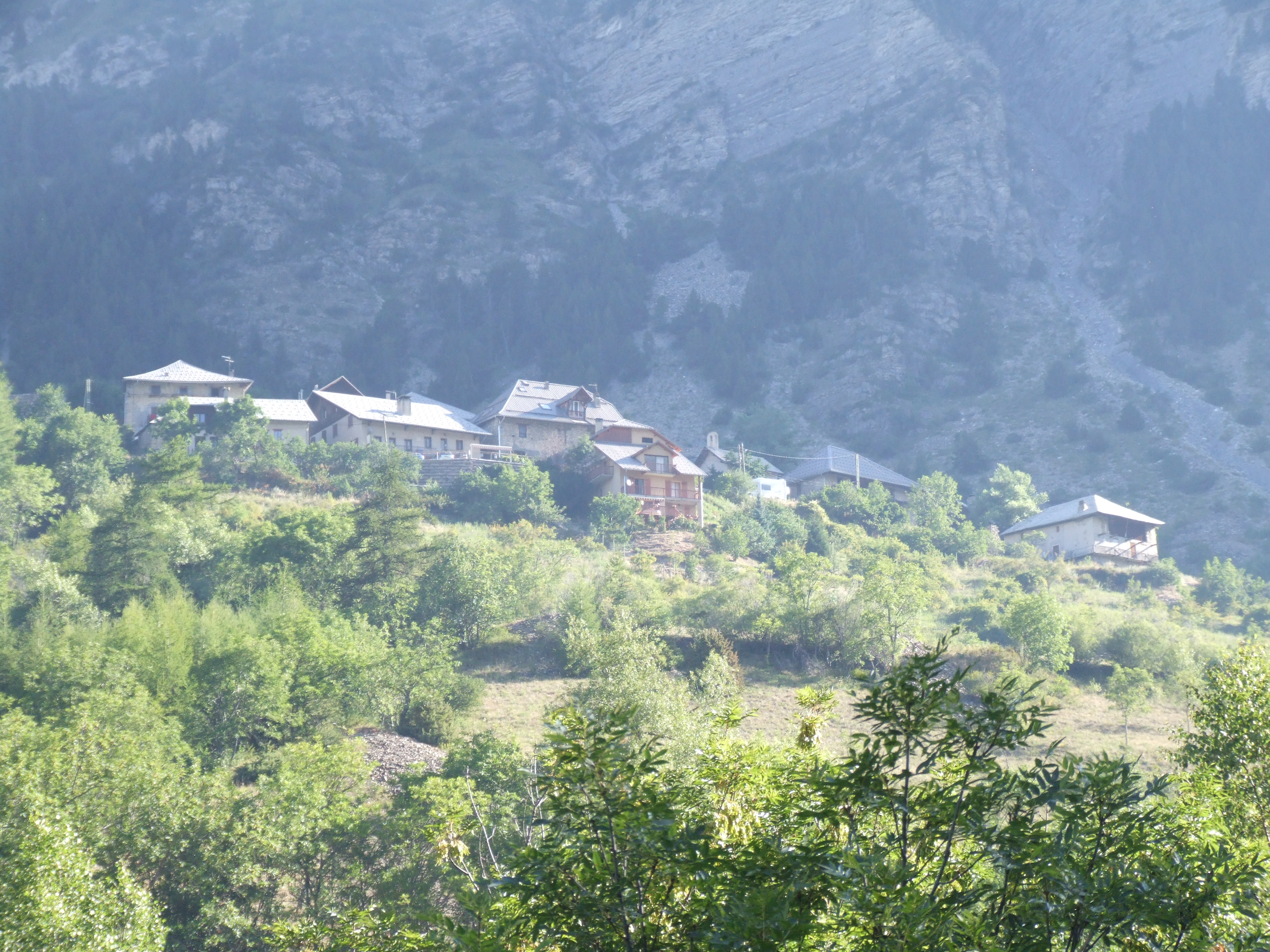
Byn Château
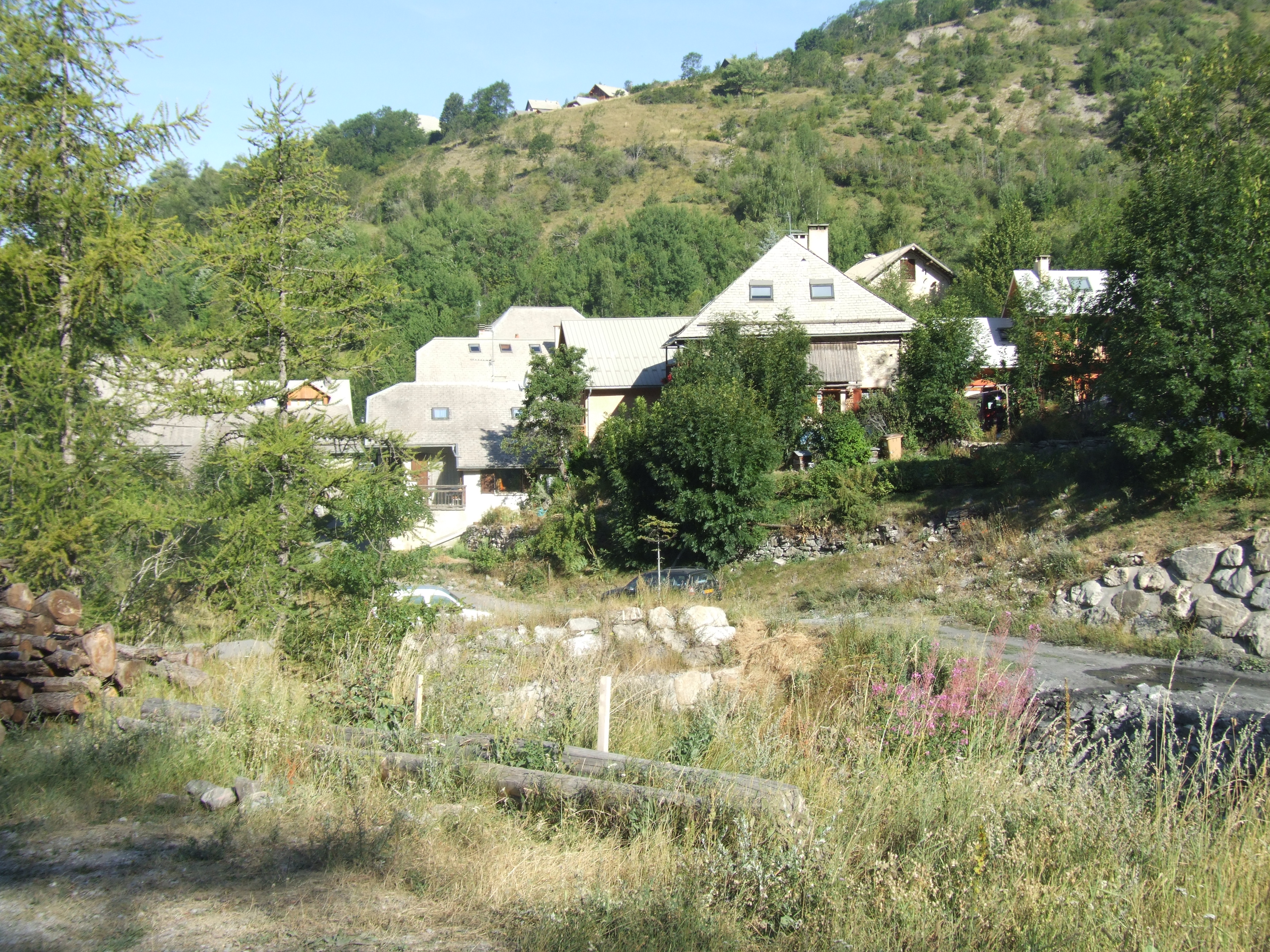
Byn Ribes
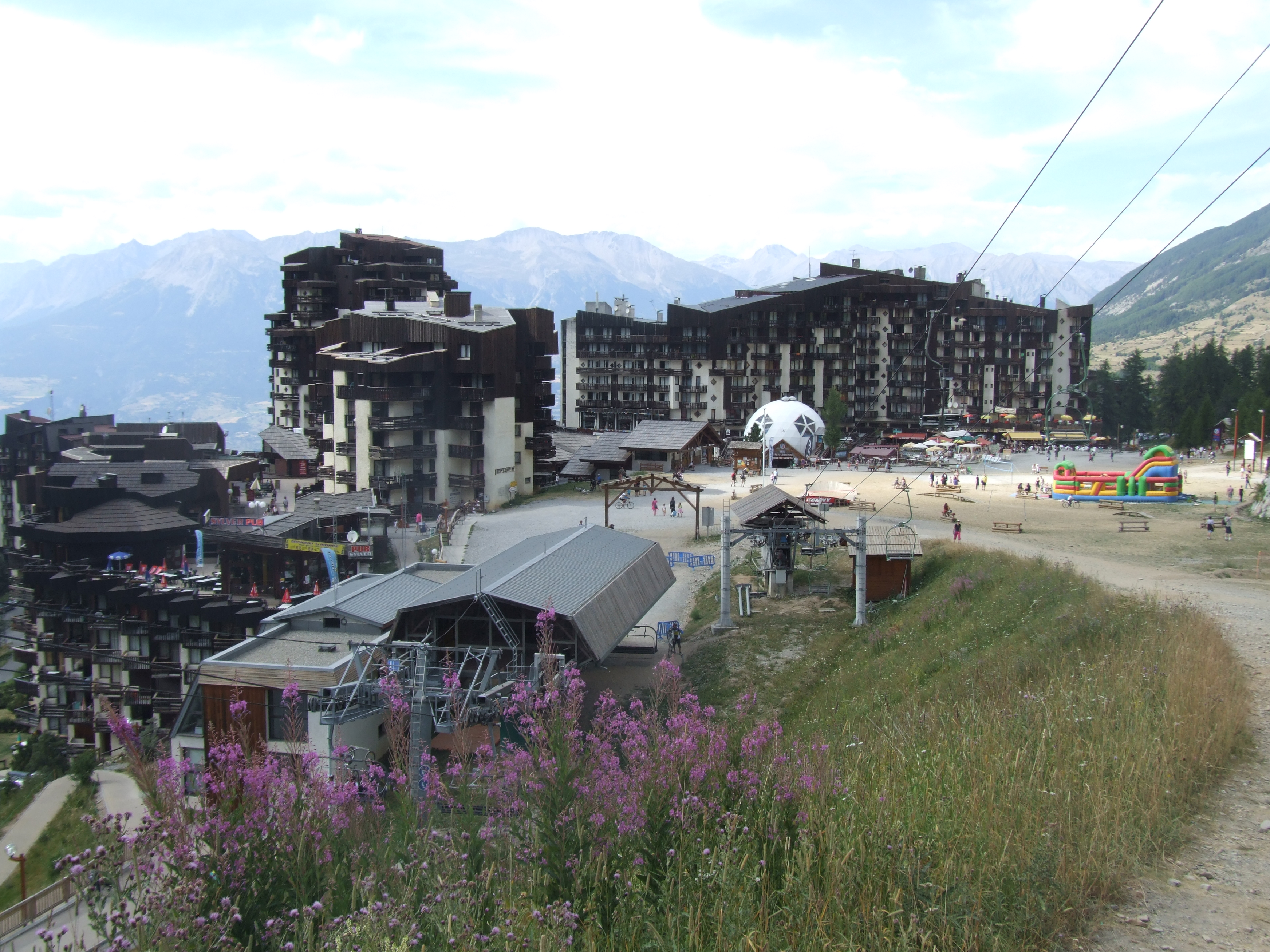
Centralstationen (Les Orres 1650)
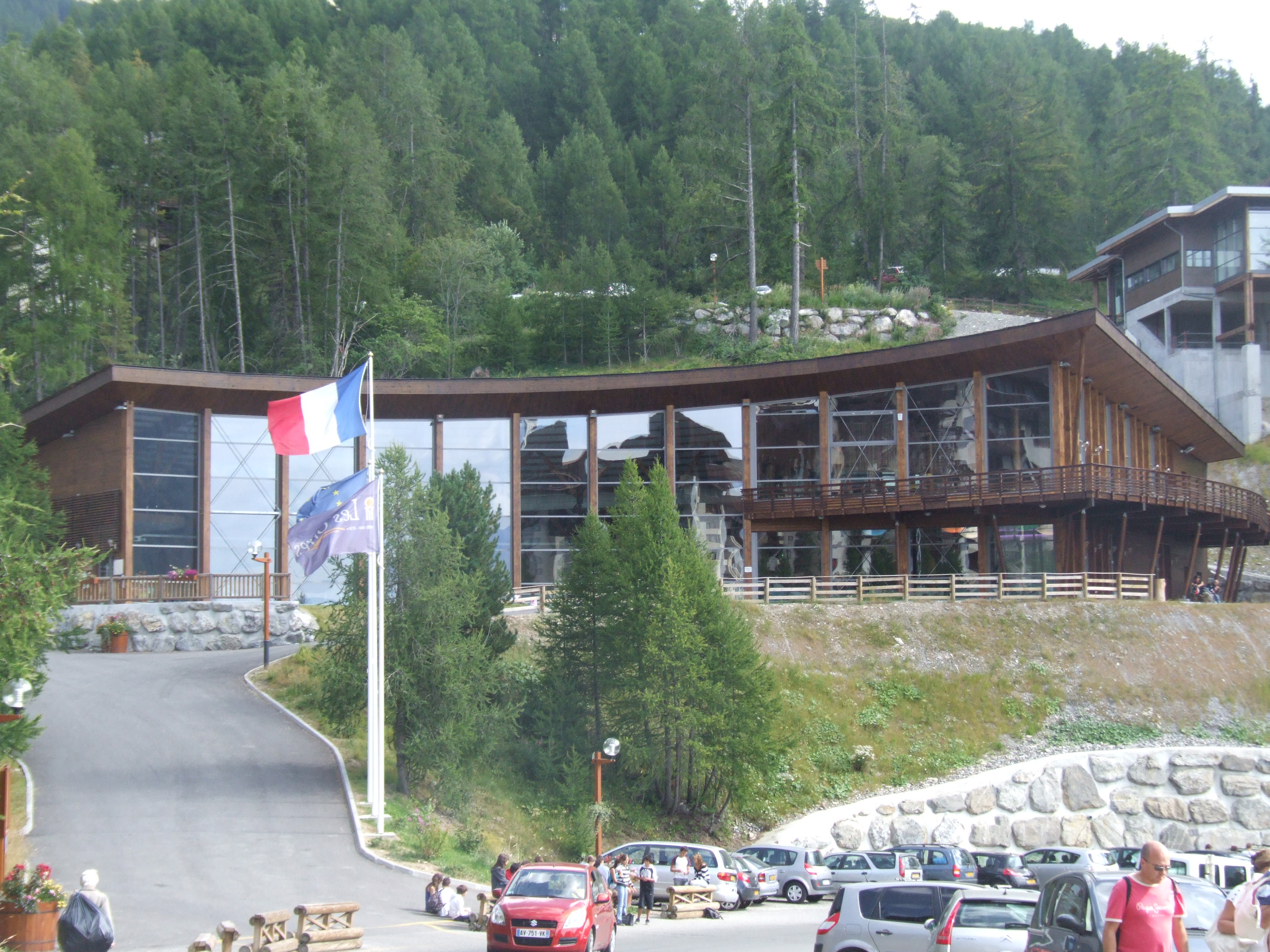